# Europese kampioenschappen kunstschaatsen 1966
De Europese Kampioenschappen kunstschaatsen zijn wedstrijden die samen een jaarlijks terugkerend evenement vormen, georganiseerd door de Internationale Schaatsunie (ISU).
De kampioenschappen van 1966 vonden plaats van 1 tot en met 5 februari in Bratislava. Het was de tweede keer, na 1958, dat de EK kampioenschappen in Bratislava plaatsvonden. Het was de zevende keer dat ze in Tsjechoslowakije plaatsvonden na Troppau (1928 voor mannen en 1938 voor paren) en Praag (1934 voor vrouwen en paren, 1937 en 1948).
Voor de mannen was het de 58e editie, voor de vrouwen en paren was het de 30e editie en voor de ijsdansers de dertiende editie.

## Historie
De Duitse en Oostenrijkse schaatsbond, verenigd in de "Deutscher und Österreichischer Eislaufverband", organiseerden zowel het eerste EK Schaatsen voor mannen als het eerste EK Kunstschaatsen voor mannen in 1891 in Hamburg, in toen nog het Duitse Keizerrijk, nog voor het ISU in 1892 werd opgericht. De internationale schaatsbond nam in 1892 de organisatie van het EK kunstschaatsen over. In 1895 werd besloten voortaan het WK kunstschaatsen te organiseren en kwam het EK te vervallen. In 1898, na twee jaar onderbreking, vond toch weer een herstart plaats van het EK kunstschaatsen.
De vrouwen en paren zouden vanaf 1930 jaarlijks om de Europese titel strijden. De ijsdansers streden vanaf 1954 om de Europese titel in het kunstschaatsen.

## Deelname
Er namen deelnemers uit vijftien landen deel aan deze kampioenschappen. Zij evenaarden de record deelname van 76 startplaatsen in de vier disciplines in 1960.
Voor Nederland debuteerde het ijsdanspaar Truus Gerardts / Ronald du Burck op de Europese Kampioenschappen.
(Tussen haakjes het totaal aantal startplaatsen over de disciplines.)
| Oostenrijk (10) Duitse Democratische Republiek (9) Tsjecho-Slowakije (8) West-Duitsland (8) Verenigd Koninkrijk (7) | Sovjet-Unie (7) Frankrijk (6) Hongarije (5) Italië (4) Zwitserland (4) | Polen (3) Finland (1) Joegoslavië (1) Nederland (1) Zweden () |

## Medaille verdeling
Bij de mannen prolongeerde Emmerich Danzer de Europees titel. Het was zijn derde medaille, in 1963 werd hij derde. Zowel de nummer twee, Wolfgang Schwarz, als de nummer drie, Ondrej Nepela, stonden voor het eerst op het erepodium bij de Europese Kampioenschappen kunstschaatsen.
Bij de vrouwen prolongeerde Regine Heitzer de Europees titel. Ze stond voor het zevende opeenvolgende jaar op het erepodium, van 1960-1962 en in 1964 werd ze tweede en in 1963 derde. De Oost-Duitse Gabriele Seyfert op plaats twee veroverde haar eerste EK medaille. De Française Nicole Hassler op plaats drie veroverde haar vierde EK medaille, in 1963 werd ze tweede en in 1964 en 1965 ook derde.
Bij de paren prolongeerden Ludmila Belousova / Oleg Protopopov de Europese titel. Het was hun vijfde medaille, van 1962-1964 werden ze tweede. Het paar Tatjana Zjoek / Aleksander Gorelik eindigden op de tweede plaats. Voor Zjoek was het haar vierde medaille, in 1963 en 1964 werd ze derde met schaatspartner Alexander Gavrilov en in 1965 derde met Gorelik. Voor Gorelik was het zijn tweede medaille. Het West-Duitse paar Margo Glockschuber / Wolfgang Danne op plaats drie stonden voor het eerst op het Europese erepodium.
Bij het ijsdansen stonden het Britse paar Diane Towler / Bernard Ford voor het eerst op het erepodium. Ze waren het achtste paar en het zesde Britse paar die de Europese titel veroverden. Het paar Yvonne Suddick / Roger Kennerson op plaats twee veroverden hun derde medaille, in 1964 en 1965 werden ze derde. Het Tsjechoslowaakse paar Jitka Babická / Jaromír Holan op plaats drie stonden ook voor het eerst op het Europese erepodium.
| Discipline | Goud                                | Zilver                             | Brons                               |
| ---------- | ----------------------------------- | ---------------------------------- | ----------------------------------- |
| Mannen     | Emmerich Danzer                     | Wolfgang Schwarz                   | Ondrej Nepela                       |
| Vrouwen    | Regine Heitzer                      | Gabriele Seyfert                   | Nicole Hassler                      |
| Paren      | Ludmila Belousova / Oleg Protopopov | Tatjana Zjoek / Aleksander Gorelik | Margo Glockschuber / Wolfgang Danne |
| IJsdansen  | Diane Towler / Bernard Ford         | Yvonne Suddick / Roger Kennerson   | Jitka Babická / Jaromír Holan       |

## Uitslagen
| #      | naam (deelname)         | land                                    | pc |
| ------ | ----------------------- | --------------------------------------- | -- |
| Goud   | Emmerich Danzer (6)     | Vlag van Oostenrijk                     |    |
| Zilver | Wolfgang Schwarz (3)    | Vlag van Oostenrijk                     |    |
| Brons  | Ondrej Nepela (2)       | Vlag van Tsjechië                       |    |
| 4      | Patrick Péra            | Vlag van Frankrijk                      |    |
| 5      | Robert Dureville (5)    | Vlag van Frankrijk                      |    |
| 6      | Ralph Borghard (3)      | Vlag van Duitse Democratische Republiek |    |
| 7      | Giordano Abbondati (6)  | Vlag van Italië                         |    |
| 8      | Marian Flic (3)         | Vlag van Tsjechië                       |    |
| 9      | Peter Krick (3)         | Vlag van Duitsland                      |    |
| 10     | Gunter Anderl           | Vlag van Oostenrijk                     |    |
| 11     | Valeri Meshkov (5)      | Vlag van Sovjet-Unie                    |    |
| 12     | Sergei Chetverukhin (2) | Vlag van Sovjet-Unie                    |    |
| 13     | Jeno Ebert (4)          | Vlag van Hongarije                      |    |
| 14     | Reinhard Ketterer       | Vlag van Duitse Democratische Republiek |    |
| 15     | Malcolm Cannon (3)      | Vlag van Verenigd Koninkrijk            |    |
| 16     | Zdzislav Pienkowski     | Vlag van Polen (1928-1980)              |    |
| 17     | Hansjörg Studer (2)     | Vlag van Zwitserland                    |    |
| 18     | Jahn Ullmark            | Vlag van Zweden                         |    |

| #      | naam (deelname)                | land                                    | pc |
| ------ | ------------------------------ | --------------------------------------- | -- |
| Goud   | Regine Heitzer (9)             | Vlag van Oostenrijk                     |    |
| Zilver | Gabriele Seyfert (5)           | Vlag van Duitse Democratische Republiek |    |
| Brons  | Nicole Hassler (8)             | Vlag van Frankrijk                      |    |
| 4      | Hana Mašková (3)               | Vlag van Tsjechië                       |    |
| 5      | Diana Carol Clifton-Peach (10) | Vlag van Verenigd Koninkrijk            |    |
| 6      | Zsuzsa Almassy (2)             | Vlag van Hongarije                      |    |
| 7      | Sally-Anne Stapleford (4)      | Vlag van Verenigd Koninkrijk            |    |
| 8      | Uschi Keszler (2)              | Vlag van Duitsland                      |    |
| 9      | Elisabeth Mikula               | Vlag van Oostenrijk                     |    |
| 10     | Angelika Wagner (2)            | Vlag van Duitsland                      |    |
| 11     | Beate Richter                  | Vlag van Duitse Democratische Republiek |    |
| 12     | Elisabeth Nestler              | Vlag van Oostenrijk                     |    |
| 13     | Pia Zurcher (2)                | Vlag van Zwitserland                    |    |
| 14     | Alena Augustova (2)            | Vlag van Tsjechië                       |    |
| 15     | Martina Clausner               | Vlag van Duitse Democratische Republiek |    |
| 16     | Micheline Joubert (3)          | Vlag van Frankrijk                      |    |
| 17     | Elena Schtscheglowa            | Vlag van Sovjet-Unie                    |    |
| 18     | Rita Trapanese                 | Vlag van Italië                         |    |
| 19     | Britt Elfving (2)              | Vlag van Zweden                         |    |
| 20     | Denise Neanne                  | Vlag van Frankrijk                      |    |
| 21     | Sylvia Oundjian                | Vlag van Verenigd Koninkrijk            |    |
| 22     | Elzbieta Koscik (3)            | Vlag van Polen (1928-1980)              |    |
| 23     | Anna-Maja Rissanen (2)         | Vlag van Finland (1918-1978)            |    |

| #      | naam (deelname)                              | land                                    | pc |
| ------ | -------------------------------------------- | --------------------------------------- | -- |
| Goud   | Ludmila Belousova (8) Oleg Protopopov (8)    | Vlag van Sovjet-Unie                    |    |
| Zilver | Tatjana Zjoek (5) Aleksander Gorelik (3)     | Vlag van Sovjet-Unie                    |    |
| Brons  | Margot Glockschuber (2) Wolfgang Danne (4)   | Vlag van Duitsland                      |    |
| 4      | Tatjana Tarasova (3) Georgij Proskurin (3)   | Vlag van Sovjet-Unie                    |    |
| 5      | Irene Muller (5) Hans-Georg Dallmer (5)      | Vlag van Duitse Democratische Republiek |    |
| 6      | Gudrun Hauss (2) Walter Hafner (2)           | Vlag van Duitsland                      |    |
| 7      | Sonja Pfersdorf (4) Gunther Matzdorf (4)     | Vlag van Duitsland                      |    |
| 8      | Heidemarie Steiner Heinz Ulrich Walther (3)  | Vlag van Duitse Democratische Republiek |    |
| 9      | Brigitte Weise Michael Brychcy               | Vlag van Duitse Democratische Republiek |    |
| 10     | Monique Mathys (3) Yves Aellig (3)           | Vlag van Zwitserland                    |    |
| 11     | Gerlinde Schonbauer (4) Wilheim Bietak (4)   | Vlag van Oostenrijk                     |    |
| 12     | Mona Szabo Peter Szabo                       | Vlag van Zwitserland                    |    |
| 13     | Agnesa Wlachovska (4) Peter Bartosiewicz (4) | Vlag van Tsjechië                       |    |
| 14     | Maria Csordas (4) Laszlo Kondi (4)           | Vlag van Hongarije                      |    |
| 15     | Evelyn Scharf Ferry Dedovich (3)             | Vlag van Oostenrijk                     |    |
| 16     | Bohunka Sramkova Jan Sramek                  | Vlag van Tsjechië                       |    |
| 17     | Emanuele Gianoli Michele Bargauan            | Vlag van Italië                         |    |
| 18     | Janina Poremska Piotr Sczypa                 | Vlag van Polen (1928-1980)              |    |
| 19     | Anci Dolenc Mitja Sketa                      | Vlag van Joegoslavië (1943-1992)        |    |

| #      | naam (deelname)                               | land                                    | pc |
| ------ | --------------------------------------------- | --------------------------------------- | -- |
| Goud   | Diane Towler (2) Bernard Ford (2)             | Vlag van Verenigd Koninkrijk            |    |
| Zilver | Yvonne Suddick (3) Roger Kennerson (3)        | Vlag van Verenigd Koninkrijk            |    |
| Brons  | Jitka Babicka (6) Jaromir Holan (7)           | Vlag van Tsjechië                       |    |
| 4      | Brigitte Martin (3) Francis Gamichon (4)      | Vlag van Frankrijk                      |    |
| 5      | Gabriele Matysik-Rauch (4) Rudi Matysik (4)   | Vlag van Duitsland                      |    |
| 6      | Janet Sawbridge (4) Jon Lane                  | Vlag van Verenigd Koninkrijk            |    |
| 7      | Ludmila Pachomova Viktor Ryzhkin              | Vlag van Sovjet-Unie                    |    |
| 8      | Edith Mato (2) Karl Csanadi (2)               | Vlag van Hongarije                      |    |
| 9      | Annerose Baier (2) Eberhard Rüger (2)         | Vlag van Duitse Democratische Republiek |    |
| 10     | Sylva Draisaitlova Miroslav Gresek            | Vlag van Tsjechië                       |    |
| 11     | Heidi Metzger (2) Gerald Felsinger (9)        | Vlag van Oostenrijk                     |    |
| 12     | Christel Trebesiner (6) Herbert Rothkappl (2) | Vlag van Oostenrijk                     |    |
| 13     | Angelika Buck Erich Buck                      | Vlag van Duitsland                      |    |
| 14     | Susanna Carpani Sergio Pirelli                | Vlag van Italië                         |    |
| 15     | Truus Gerardts Ronald du Burck                | Vlag van Nederland                      |    |
| 16     | Ilona Berecz Istvan Sugar                     | Vlag van Hongarije                      |    |

Medaillewinnaars

Mannen · 
Vrouwen ·
Paren · 
IJsdansen

Toernooi

1891 · 
1892 · 
1893 · 
1894 · 
1895 · 
1896-1897 · 
1898 · 
1899 · 
1900 · 
1901 · 
1902-1903 · 
1904 · 
1905 · 
1906 · 
1907 · 
1908 · 
1909 · 
1910 · 
1911 · 
1912 · 
1913 · 
1914 · 
1915-1921 · 
1922 · 
1923 · 
1924 · 
1925 · 
1926 · 
1927 · 
1928 · 
1929 · 
1930 · 
1931 · 
1932 · 
1933 · 
1934 · 
1935 · 
1936 · 
1937 · 
1938 · 
1939 ·
1940-1946 · 
1947 · 
1948 · 
1949 · 
1950 · 
1951 · 
1952 · 
1953 · 
1954 · 
1955 · 
1956 · 
1957 · 
1958 · 
1959 · 
1960 · 
1961 · 
1962 · 
1963 · 
1964 · 
1965 · 
1966 · 
1967 · 
1968 · 
1969 · 
1970 · 
1971 · 
1972 · 
1973 · 
1974 · 
1975 · 
1976 · 
1977 · 
1978 · 
1979 · 
1980 · 
1981 · 
1982 · 
1983 · 
1984 · 
1985 · 
1986 · 
1987 · 
1988 · 
1989 · 
1990 · 
1991 · 
1992 · 
1993 · 
1994 · 
1995 ·
1996 · 
1997 · 
1998 · 
1999 · 
2000 · 
2001 · 
2002 · 
2003 · 
2004 · 
2005 · 
2006 ·
2007 ·
2008 ·
2009 ·
2010 ·
2011 ·
2012 ·
2013 ·
2014 ·
2015 ·
2016 ·
2017 ·
2018 ·
2019 ·
2020 ·
2021 · 
2022 · 
2023 · 
2024 · 
2025

WK kunstschaatsen ·
WK kunstschaatsen junioren ·
Viercontinentenkampioenschap ·
Olympische Spelen